# Viaduc de Tolbiac
Viaduc de Tolbiac (česky viadukt Tolbiac) byl železniční most v Paříži. Nacházel se poblíž kolejiště Slavkovského nádraží ve 13. obvodu.

## Historie
Viadukt byl postaven v roce 1895. Nahradil starší most, který byl zničen vichřicí. V 90. letech 20. století byl rozebrán, aby na jeho místě vznikla Avenue de France během výstavby čtvrti Paris Rive Gauche. Dnes je uložen ve skladu v departementu Eure.
Viadukt sloužil jako místo děje románu Léo Maleta, který bydlel v nedaleké Rue de Tolbiac.